# Livezile, Bistrița-Năsăud
Livezile (înainte de 1964 Iad, germană Jaad, maghiară Jád) este satul de reședință al comunei cu același nume din județul Bistrița-Năsăud, Transilvania, România.

## Așezare
Localitatea Livezile este situată la o distanță de 8 km est, de municipiul Bistrița.

## Istorie
- Săpăturile arheologice au scos la iveală un castru roman in Livezile, lângă actualul cimitir evanghelic.
- Prima atestare documentară datează din anul 1311. Localitatea exista cu certitudine încă înainte de 1150, fiind una din primele așezări săsești din estul Transilvaniei.
- În anul 1330 numărul plătitorilor de taxe era conform registrelor papale de impozite, de ca. 100.
- În anii 1671 și 1685 au avut loc incursiuni tătare, însoțite de jafuri și distrugeri.
- Anul 1688 a adus cu sine ieșirea din sfera de influență otomană și instaurarea administrației austriece.
- La 1750 numărul locuitorilor era de peste 700.
- În anul 1838 un mare incendiu a mistuit cele mai multe case ale satului.
- Între anii 1898-1938 au fost colonizați în localitate Țipțeri din Iacobeni
- În perioada comunistă germanii din sat au fost deportați în URSS, doar o parte dintre ei reîntorcându-se în țară. Cei ce s-au întors au fost vânduți Germaniei de Vest o parte emigrând mai departe în SUA.

## Lăcașuri de cult
- Părțile cele mai vechi ale Bisericii Evanghelice-Lutherane datează dinaintea Reformei protestante. În decursul timpului, biserica a fost extinsă și restaurată. Cel mai vechi pastor evanghelic al cărui nume s-a păstrat a fost Valentin Scharvarius, între 1561-1565. Ultimul pastor evanghelic al comunei a fost Andreas Domby, între 1977-1981.

- Biserica românească a fost construită de greco-catolici în anul 1939. Edificiul a fost trecut de Statul Român în anul 1948 în folosința Bisericii Ortodoxe Române, odată cu scoaterea Bisericii Române Unite cu Roma în afara legii. Lăcașul este folosit în prezent de comunitatea ortodoxă, care refuză restituirea lăcașului, deși Biserica Greco-Catolică este în continuare proprietar tabular, autoritățile comuniste nefăcând efortul de a opera modificarea de carte funciară.

## Învățământ
Clădirea școlii evanghelice-lutherane a fost ridicată în anul 1856 și expropriată în anul 1948 de autoritățile comuniste.

## Obiective turistice
- Rezervația naturală “Comarnic” (5 ha).
- Muzeul de sub poartă, deține o bogată și variată colecție de artă populară, o stână cu tot inventarul, o colecție de bâte ciobănești, cu ornamente de mare valoare.

## Galerie de imagini

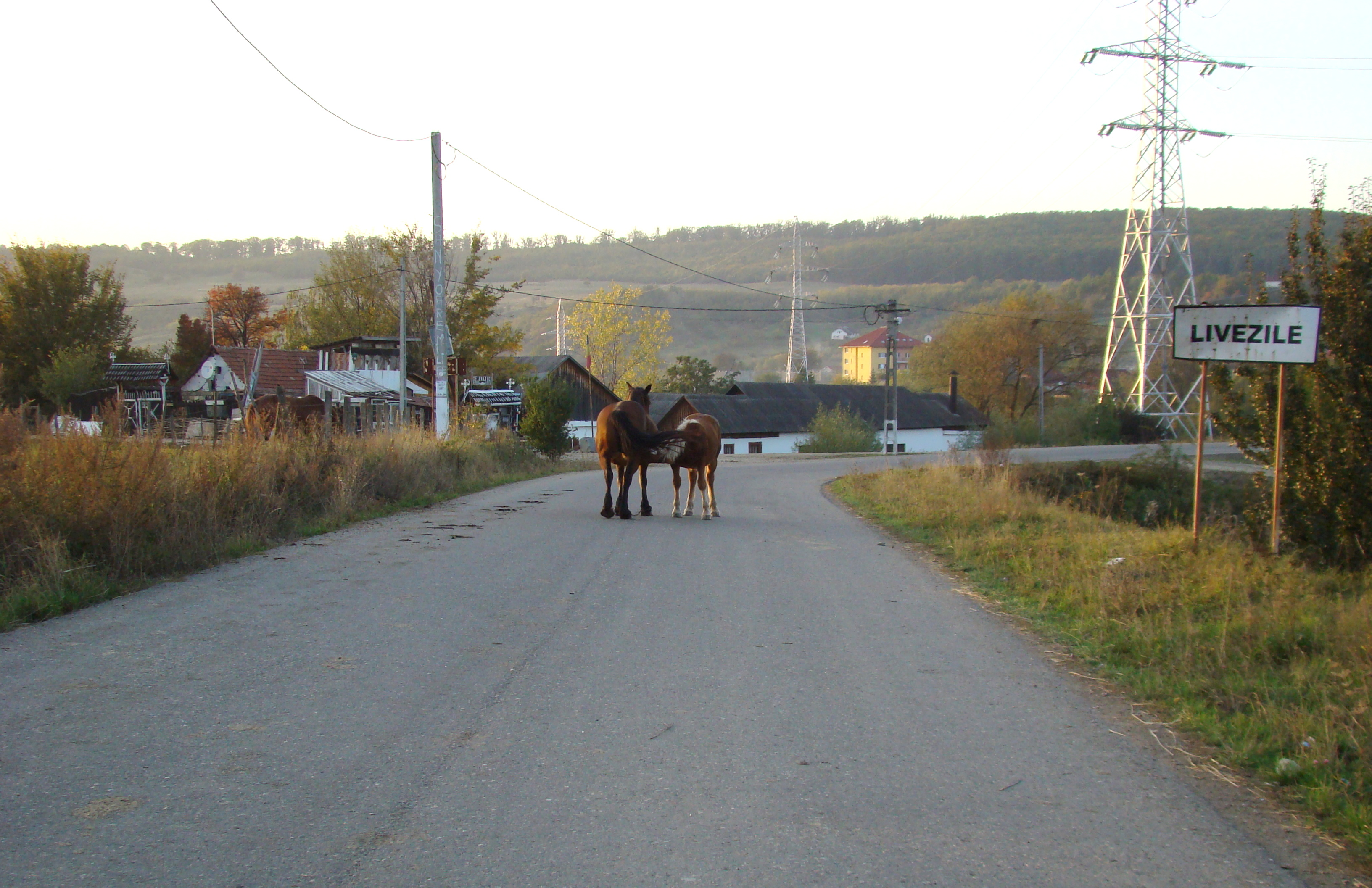
Intrarea în localitate dinspre Dorolea
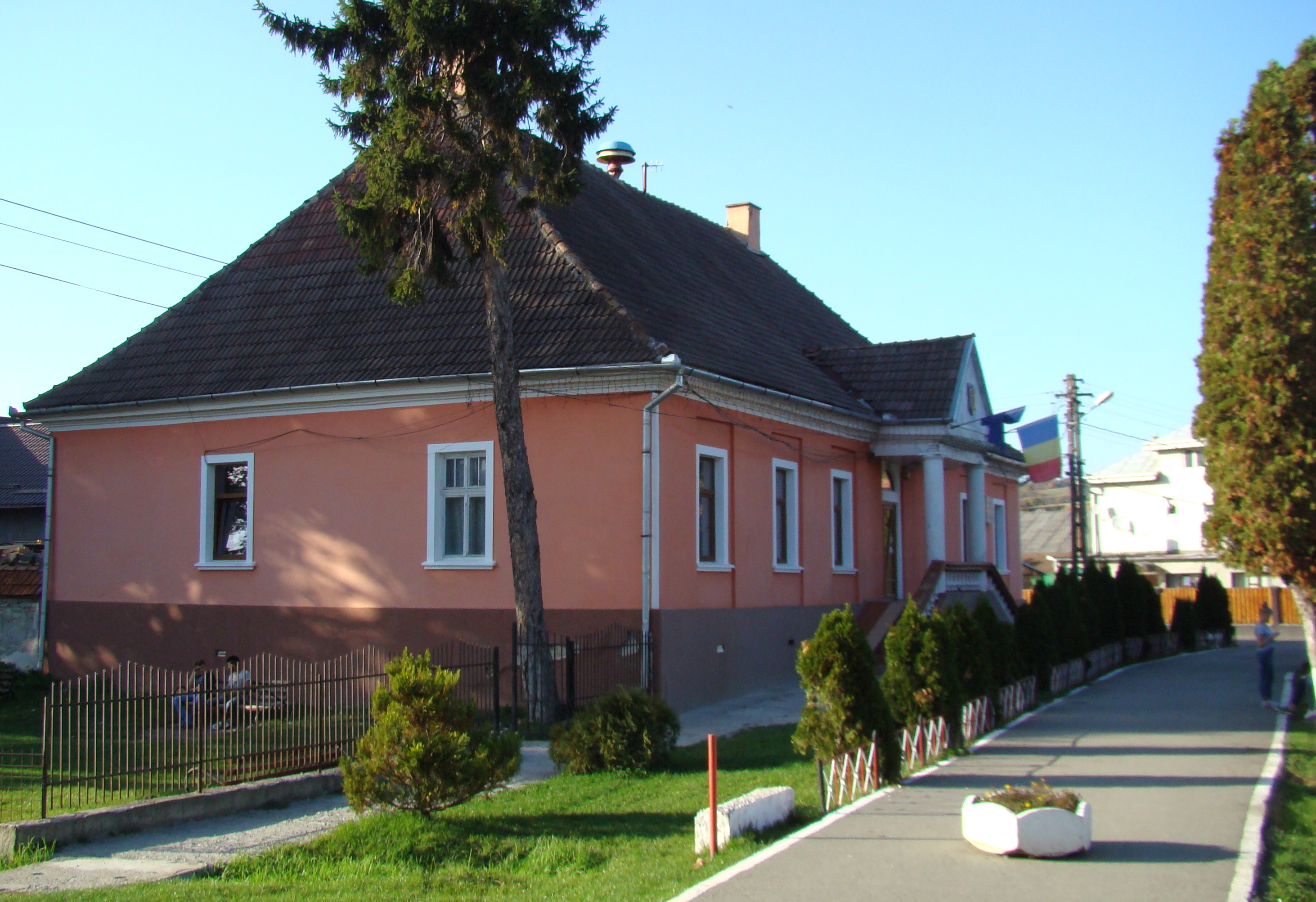
Primăria comunei Livezile
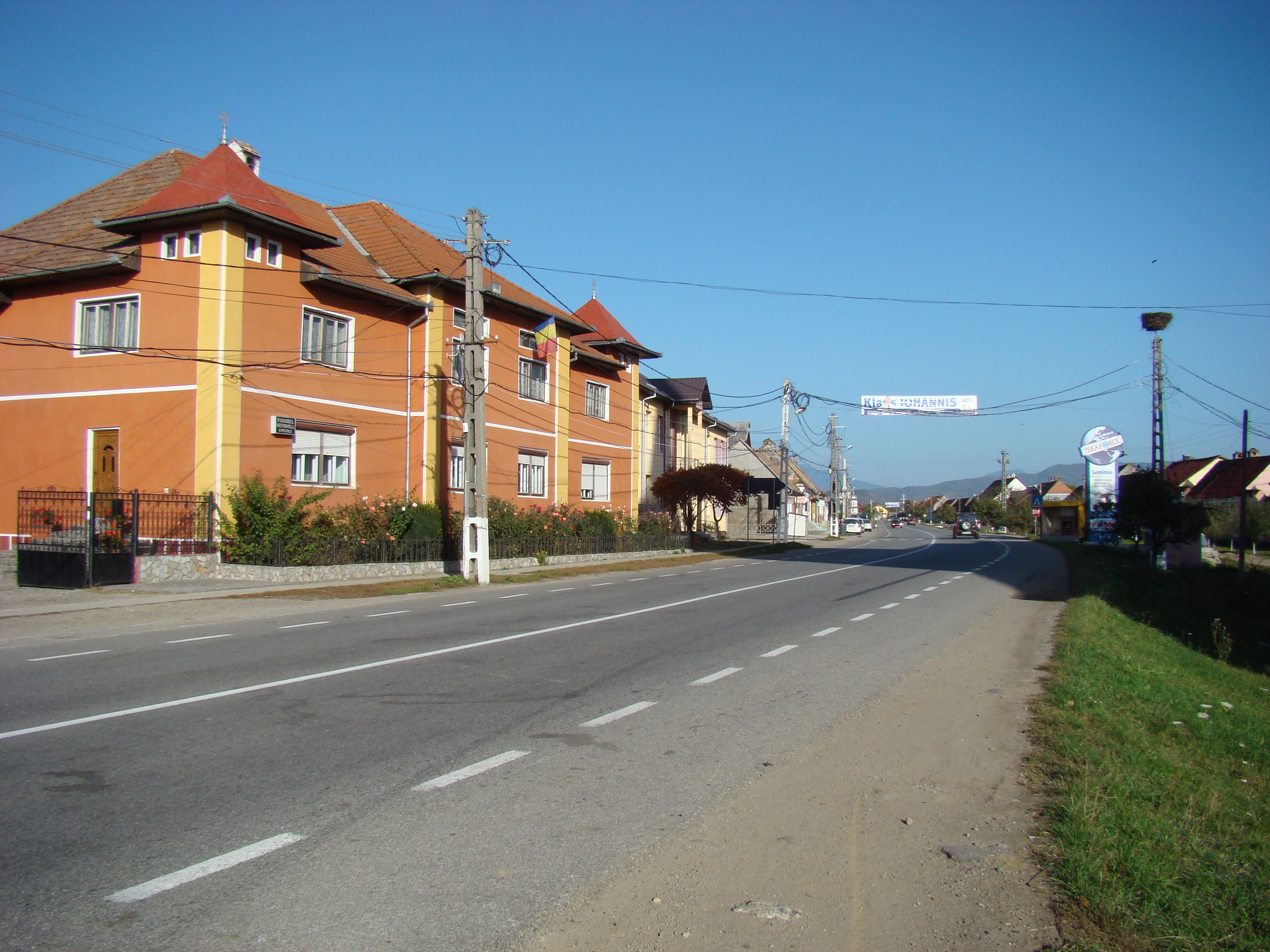
Localitatea este traversată de la Vest la Est de Drumul European E58
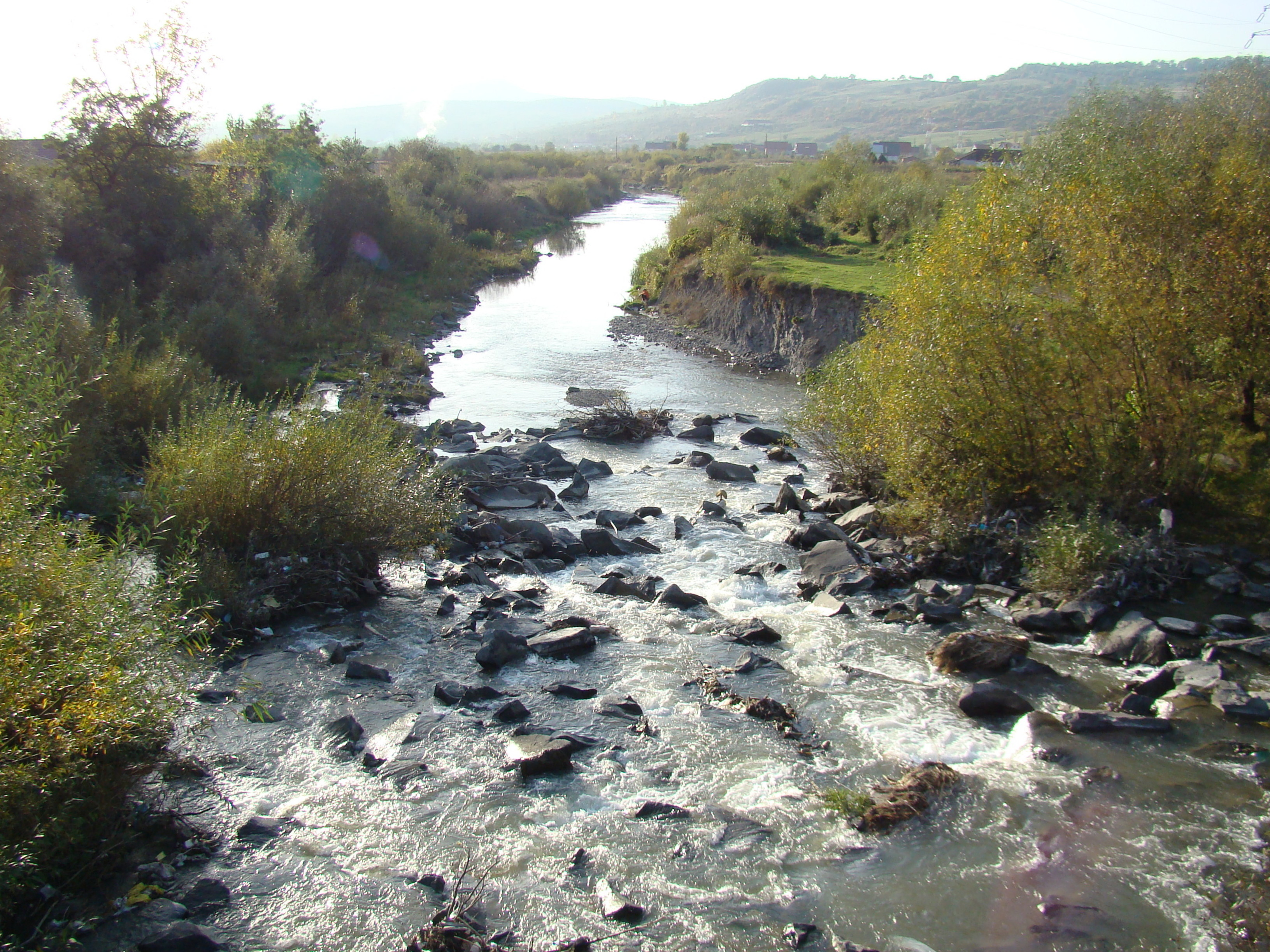
Râul Bistrița ardeleană
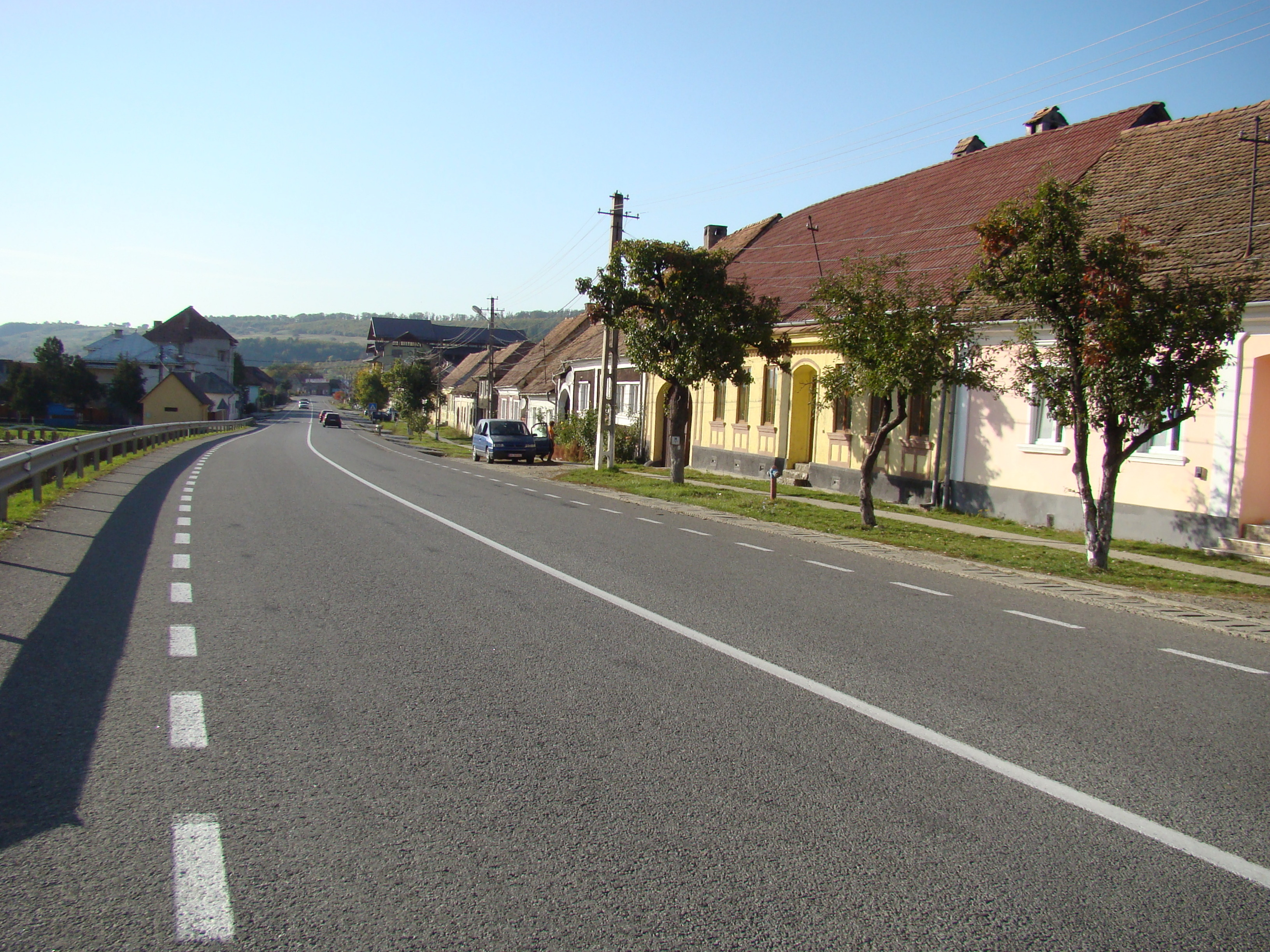
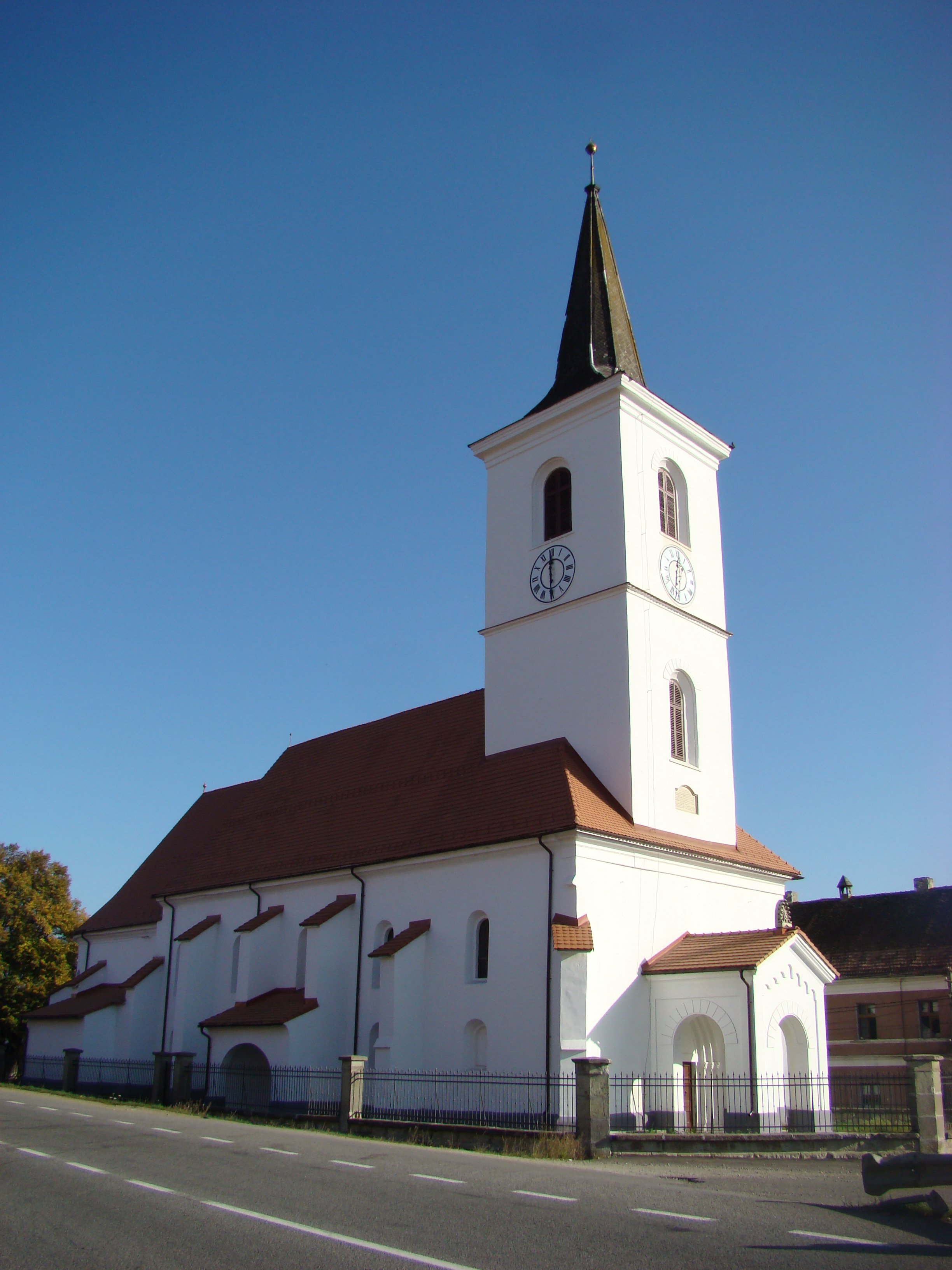
Biserica evanghelică (monument istoric)
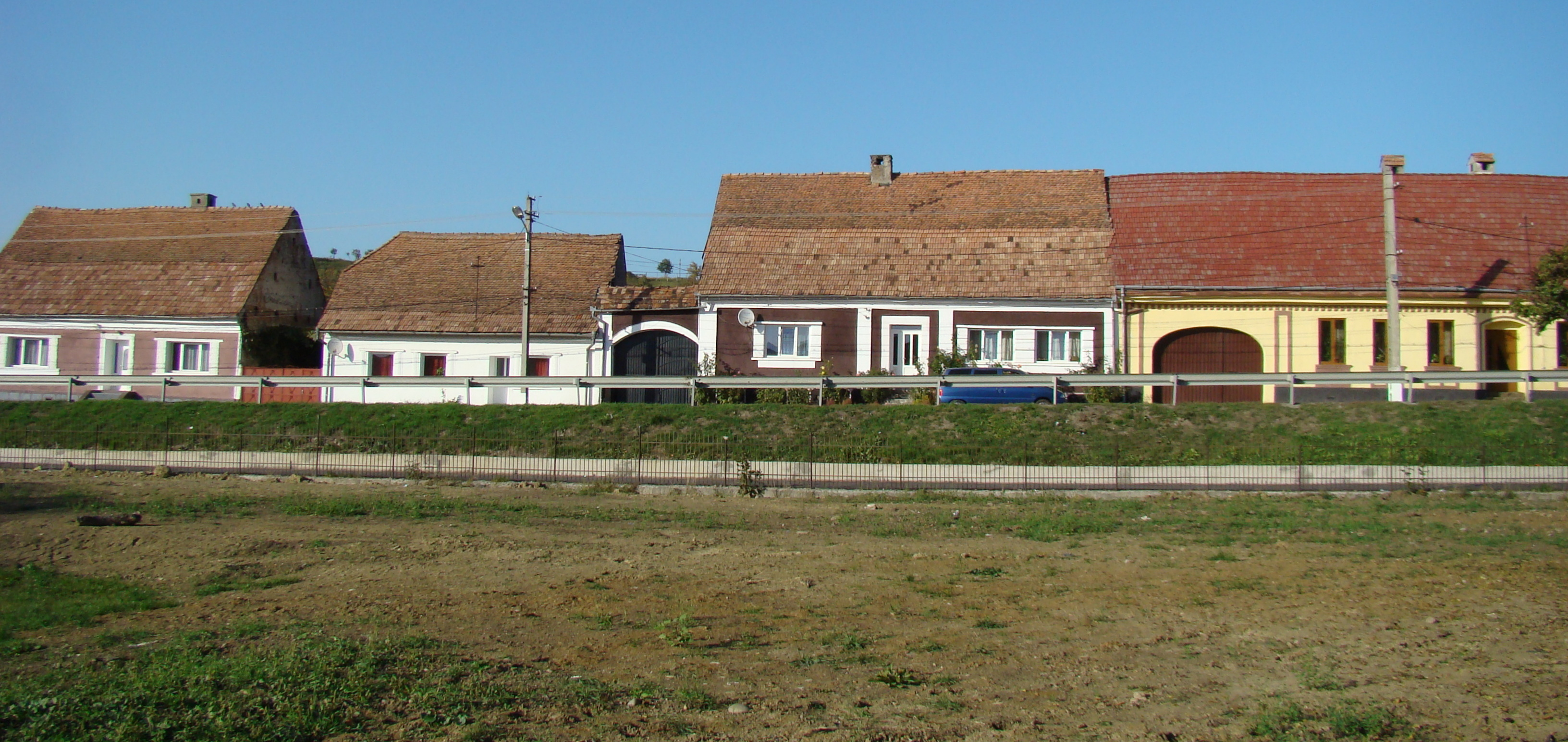
Case vechi săsești
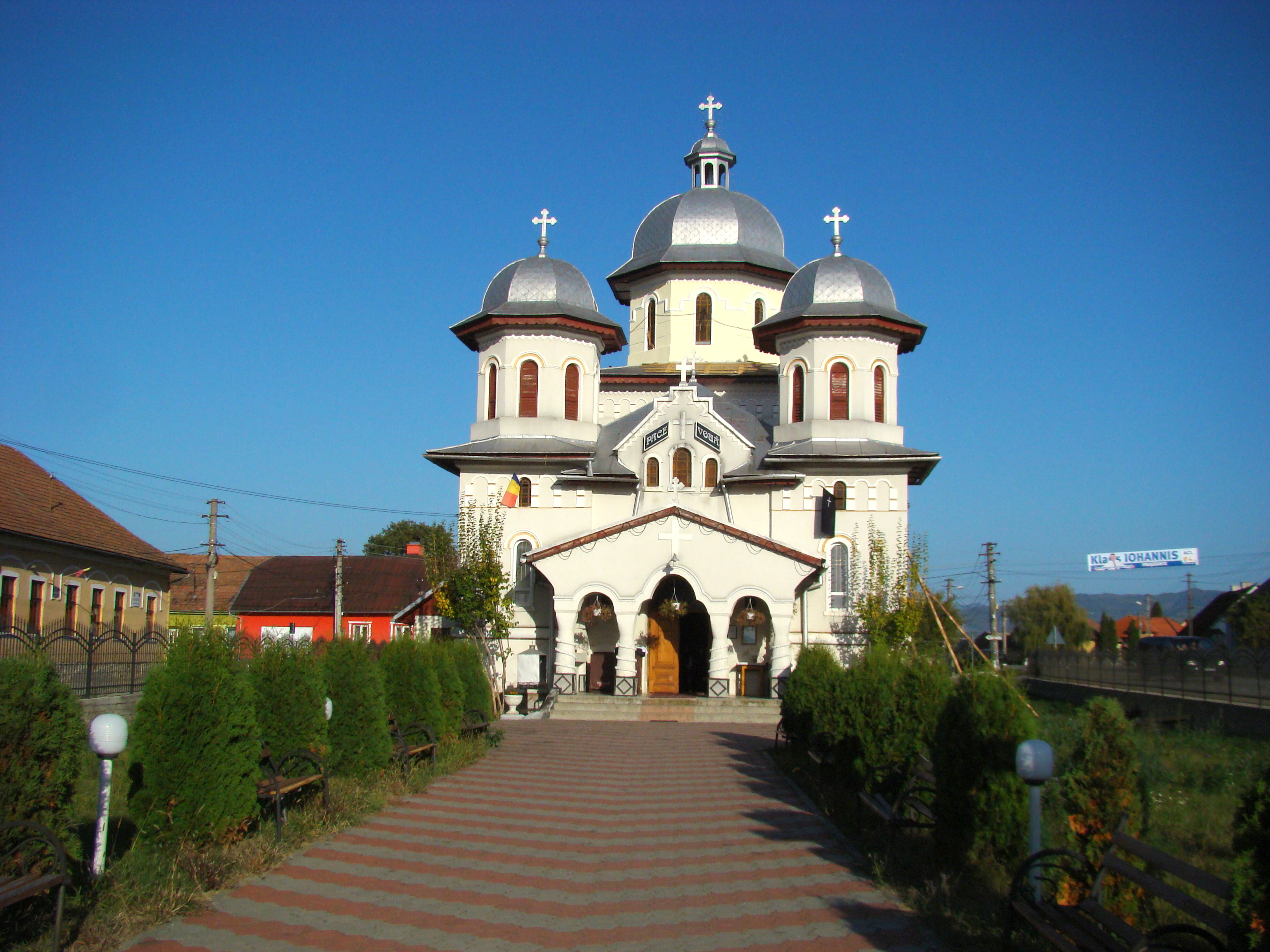
Biserica ortodoxă (veche greco-catolică) cu hramul ,,Sfinții Apostoli Petru și Pavel”
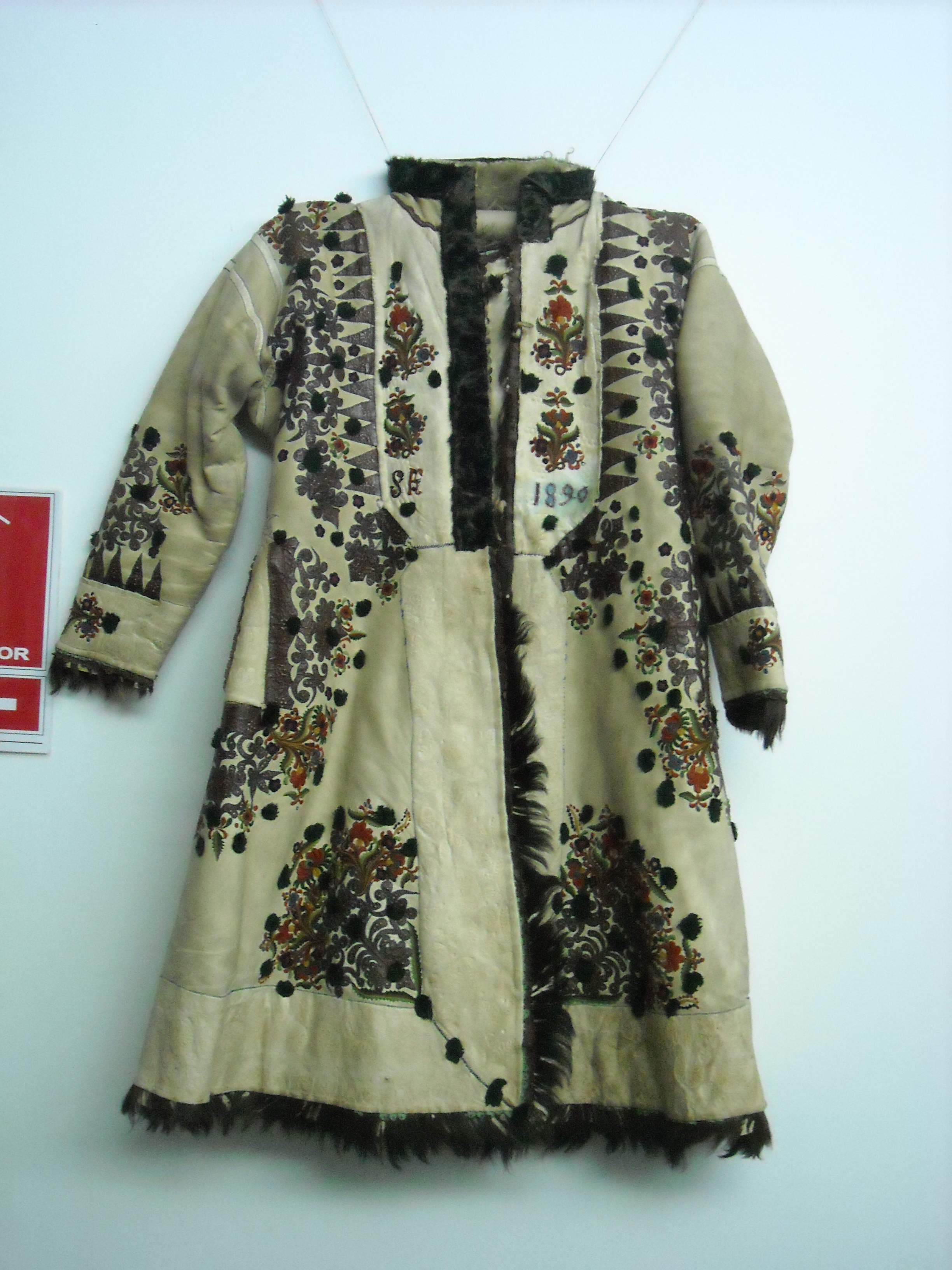
Costumul popular al sașilor din livezile

## Demografie

### Prezent
La recensământul din 2002 populația satului era de 2439 de locuitori, dintre care: 2247 români, 145 țigani, 28 maghiari și 18 germani.
Componența etnică a satului Livezile (2002)
     Români (92,12%)
     Romi (5,94%)
     Maghiari (1,14%)
     Germani (0,73%)

### Populație istorică
Localitatea avea în anul 1930 1.636 de locuitori, dintre care 895 germani, 543 români, 143 țigani, 30 evrei și 25 maghiari. Sub aspect confesional populația era alcătuită din 997 evanghelici (luterani), 481 ortodocși, 77 greco-catolici, 30 mozaici, 29 reformați (calvini) și 24 romano-catolici.Ultimii germani au emigrat în anul 1990. Ponderea comunității rome a crescut sensibil.
Componența etnică a satului Livezile (1930)
     Germani (54,7%)
     Români (33,19%)
     Romi (8,74%)
     Evrei (1,83%)
     Maghiari (1,52%)